# Jane Vaughn
Pour les articles homonymes, voir Vaughn.
Jane Vaughn, née en 31 juillet 1921 et morte le 25 mars 2016, est une patineuse artistique américaine, double championne des États-Unis en 1941 et 1942.

## Biographie

### Carrière sportive
Jane Vaughn est double championne des États-Unis en 1941 et 1942. Elle représente son pays aux championnats nord-américains de 1941 à Philadelphie.
Le second conflit mondial contrarie sa carrière sportive avec l'annulation de tous les mondiaux et des jeux olympiques pendant cette période.

### Famille
Son frère Arthur Vaughn est aussi un sportif de haut-niveau en patinage artistique, champion des États-Unis en 1943.
Après son mariage, elle porte le nom de son époux, Sullivan.

### Hommage
Jane Vaughn est intronisée au Temple de la renommée du patinage artistique américain en 1996.

## Palmarès
| Compétition                                                                | 1938 | 1939 | 1940 | 1941 | 1942 | 1943 | 1944 | 1945 |
| Jeux olympiques d'hiver                                                    |      |      | JA   |      |      |      | JA   |      |
| Championnats du monde                                                      |      |      | CA   | CA   | CA   | CA   | CA   | CA   |
| Championnats d'Amérique du Nord                                            |      |      |      | 4e   |      | CA   |      |      |
| Championnats des États-Unis                                                | 4e   | 4e   | 3e   | 1re  | 1re  |      |      |      |
| Légende : JA = Jeux olympiques d'hiver annulés ; CA = Championnats annulés |      |      |      |      |      |      |      |      |